# Volo a vela

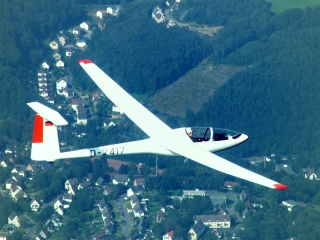
Un aliante Glasflügel 401 in volo.

Volo a vela (in inglese gliding o soaring) indica il volo senza motore effettuato con un aliante, cioè con una macchina più pesante dell'aria (differente quindi dall'aerostato, che per alzarsi in volo sfrutta il principio di Archimede) sfruttando l'energia presente nell'atmosfera grazie all'abilità del pilota e alle caratteristiche della macchina. Questo sport nel 1936 fece parte dei giochi olimpici.

## Descrizione

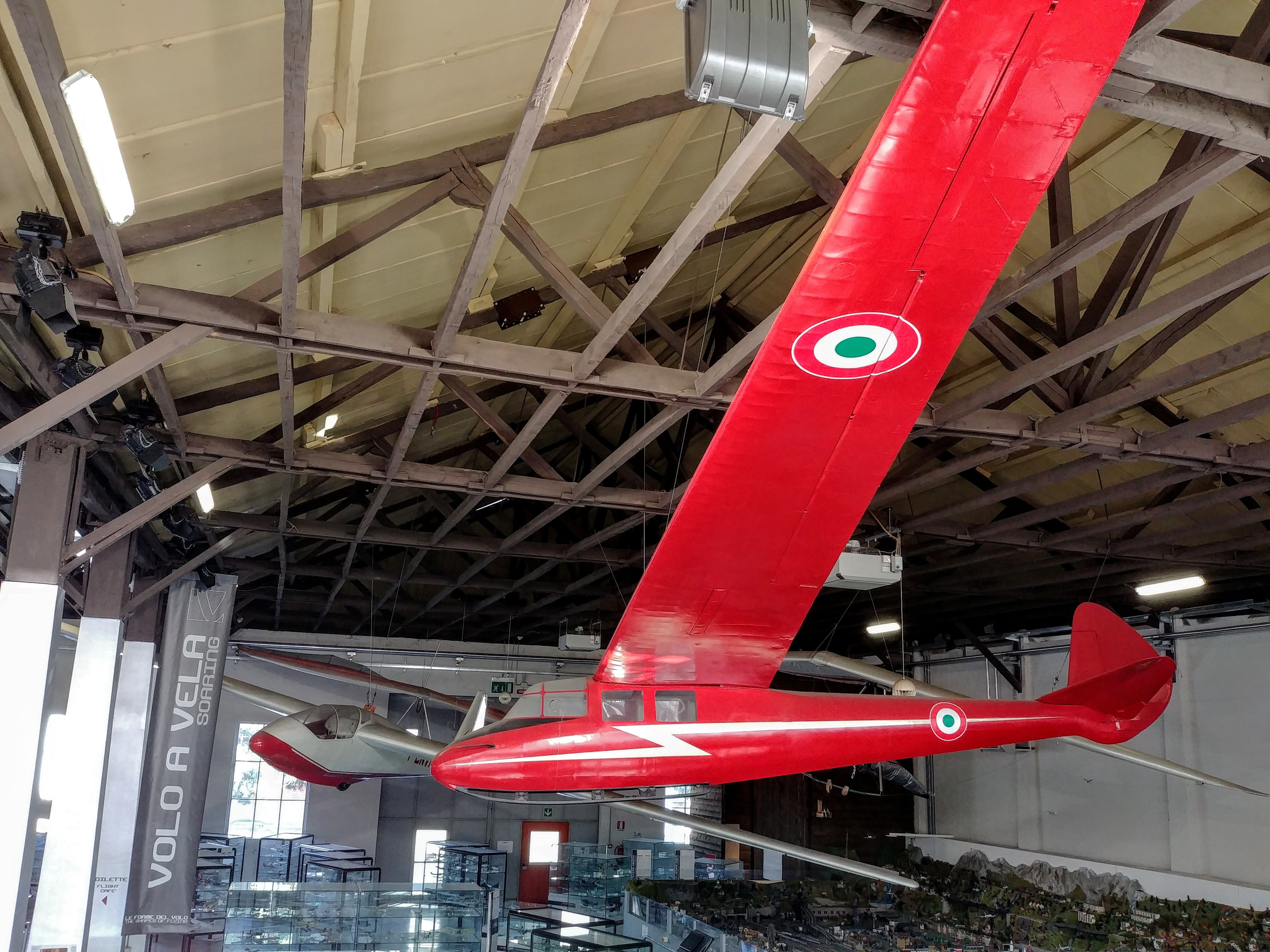
Aliante CVV 6 Canguro esposto al Parco e Museo di Volandia

Poiché un mezzo privo di motore e più pesante dell'aria non può, per sua stessa natura, generare una spinta che permetta il volo, tutto il volo a vela sfrutta il moto dell'aria circostante. Un mezzo da volo a vela, e più in generale un mezzo da volo libero, è in costante caduta rispetto all'aria e può quindi guadagnare quota solo volando all'interno di una corrente ascensionale di forza adeguata. In pratica l'aliante sale se l'aria in cui vola sta salendo più veloce di quanto esso scende.
Ogni aeromobile, in particolare, ha una sua efficienza, che dipende dal suo tasso di caduta rispetto all'aria. L'efficienza di un aeromobile è un numero adimensionale e indica la distanza orizzontale (in metri) che il mezzo è in grado di percorrere perdendo un metro di quota in aria ferma (come si vede le due unità di misura si semplificano, quindi l'efficienza non ha unità di misura). 
Un aliante ha in media un'efficienza tra 30 e 50, un deltaplano tra i 10 e i 30 e un parapendio sotto i 10.
Un'altra caratteristica importante di un aliante è la minima discesa, che varia da 1 m/s a 0.3 m/s, e determina la velocità minima delle termiche di cui ha bisogno per salire.
Nel volo a vela tutte le prestazioni sono relative all'aria circostante, quindi è interessante notare che, mentre il velivolo continua a scendere all'interno della massa d'aria entro cui vola, se questa sale l'aliante sale con essa. 
Piccolo esempio pratico: se una data massa d'aria sale rispetto al suolo a 3 metri al secondo e se l'aliante che vi vola all'interno ha una velocità costante di discesa di 1 metro al secondo rispetto all'aria, allora questo salirà a 2 metri al secondo rispetto al suolo. 
In particolare, a seconda del tipo di vento che si sfrutta per guadagnare quota o mantenersi in volo, si parla di volo termico, di pendio o d'onda.
- Volo termico: sfrutta il sollevamento di masse d'aria in seguito al loro riscaldamento, quando l'aria dai bassi strati a contatto con il suolo più caldo si solleva verso gli strati più freddi sovrastanti. Spesso alla sommità delle correnti ascensionali (o termiche) d'aria calda si formano cumuli

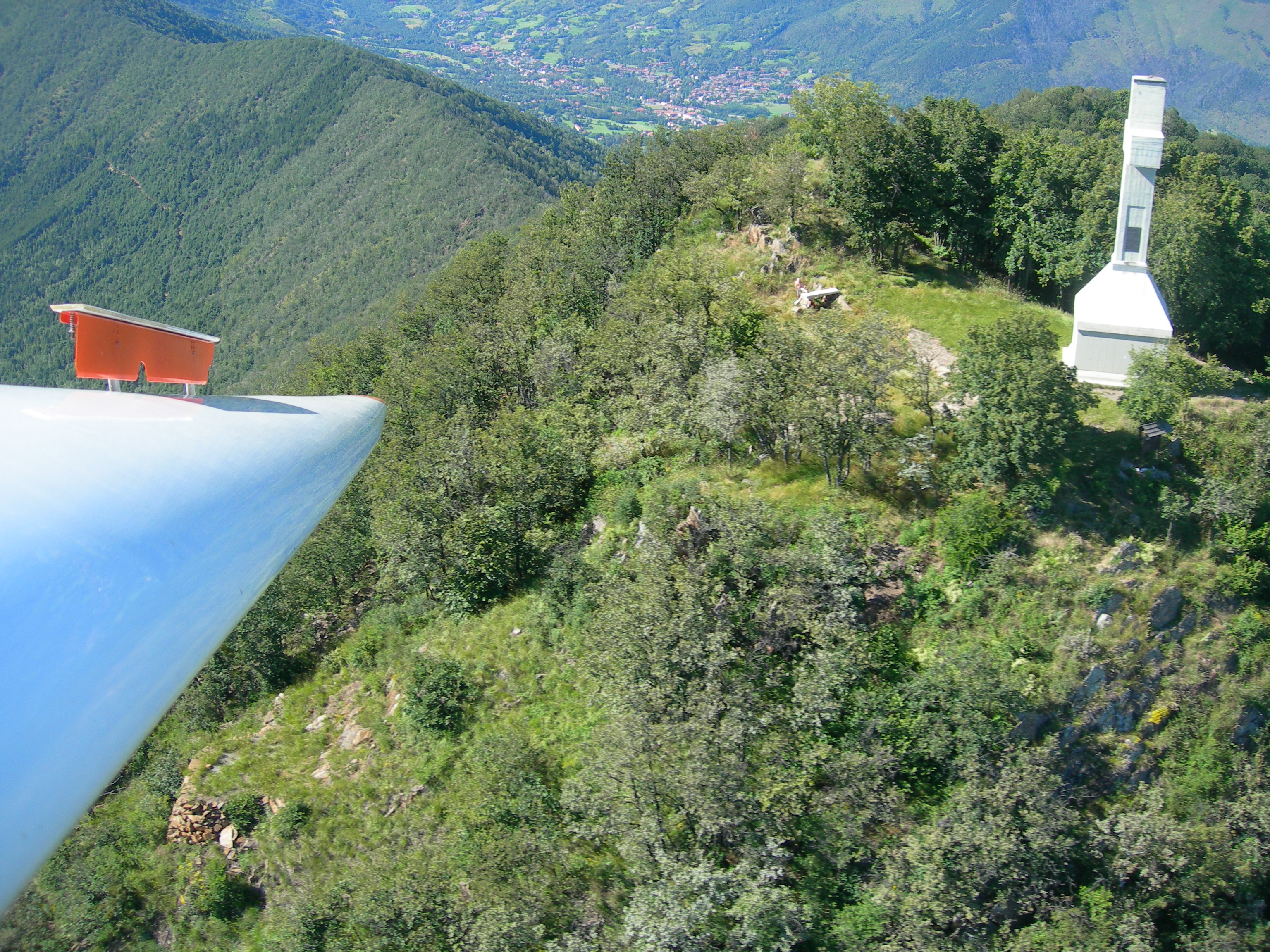
Volo in pendio sul Musinè. (In questo caso si notano i diruttori aperti perché si tratta di un rientro, ma per risalire il versante di una montagna si può passare anche più vicino, a 5-6 metri dalle punte degli alberi

- Volo di pendio o dinamico: sfrutta il sollevamento orografico provocato da una catena montuosa perpendicolare al flusso del vento. L'aria, incontrando un ostacolo particolarmente esteso, è costretta a salire per passarci sopra. In prossimità della vetta si genera una corrente d'aria ascensionale che l'aliante può sfruttare volando lungo la cresta della catena montuosa, mantenendosi a bassa quota sulle cime. Quando gli stessi rilievi battuti dal vento sono anche irraggiati dal sole, i due effetti possono sommarsi generando un sollevamento termo-dinamico dell'aria. Affinché l'aria risalga un pendio è necessario che la catena montuosa sia abbastanza estesa per non permettere al vento di aggirarla e che il vento soffi perpendicolarmente a questa. Influisce anche la stabilità dell'aria.
- Volo d'onda: sfrutta il passaggio del vento su una catena montuosa, che in alcune condizioni tende ad assumere un movimento ondulatorio nella parte sottovento. Se l'aliante riesce a posizionarsi controvento nel tratto ascendente dell'onda, potrà salire di quota seguendo il profilo dell'onda stessa. Dei tre tipi di volo veleggiato è quello che richiede più perizia, in quanto richiede il mantenimento di una velocità pressoché pari a quella del vento contrario, ma è quello che dà i risultati migliori, permette infatti di raggiungere anche quote intorno ai 10 000 metri. Poiché oltre i 4 000 metri di altitudine l'ossigeno nell'aria diventa sempre più rarefatto, per poter eseguire volo d'onda in tutta sicurezza è necessario dotarsi di apposite bombole di ossigeno. Dai 6 ai 10 000 metri l'ossigeno è così rarefatto che il pilota è seriamente a rischio di ipossia e diventa ancora più vincolante l'utilizzo di bombole. Affinché si generi l'onda, è necessario che il vento sia superiore ai 15 nodi (circa 28 km/h) e quasi perpendicolare alla catena montuosa. La velocità del vento deve aumentare con la quota e l'aria deve essere perlomeno in quota stabile. La catena montuosa deve essere estesa e alta. L'onda è evidenziata da particolari nubi dette lenticolari

Grazie a un intelligente sfruttamento delle masse d'aria, il pilota può condurre l'aliante a percorrere distanze molto lunghe (anche 3000 km), guadagnare quota fino ai limiti della troposfera (10-15.000 metri) e percorrere grandi distanze a velocità superiori ai 200 km/h.
Il volo a vela è particolarmente diffuso in Germania dove ebbe grande sviluppo tra le due guerre mondiali.

## La FAI
La FAI (Fédération Aéronautique Internationale) ha definito una serie di prove per qualificare l'esperienza e il brevetto dei piloti di Volo a Vela. Tali prove si possono così riassumere:
- Brevetto fregiato di insegna C d'argento per il pilota che ha raggiunto i seguenti obiettivi nell'ambito di due soli voli:

1. - Permanenza in volo per almeno 5 ore consecutive calcolate dall'orario dello sgancio in quota
2. - Effettuazione di un trasferimento di almeno 50 km
3. - Guadagno quota dal punto di sgancio di almeno 1000 metri (lo sgancio deve essere effettuato ad una quota massima di 500 metri sul punto di partenza).

- Brevetto fregiato di insegna C d'oro per il pilota che, conseguita l'insegna di argento, ha successivamente raggiunto i seguenti obiettivi nell'ambito di uno o due voli:

1. Effettuazione di un percorso di 300 km intorno a 4 punti geografici prefissati prima del decollo.
2. Guadagno di quota di almeno 3000 metri.

- Brevetto fregiato di insegna C d'oro arricchito da un “Diamante” conseguendo ognuno dei seguenti obiettivi:

1. Guadagno di quota di almeno 5000 metri.
2. Effettuazione di un percorso di 500 km intorno a 3 punti geografici prefissati prima del decollo.

le insegne sono denominate C perché in passato il brevetto di volo a vela era denominato "brevetto C"

## La licenza di pilota di aliante
La licenza di pilota di aliante ("SFCL" secondo la nuova normativa EASA) si può conseguire dai 16 anni di età. Il corso prevede una parte pratica e una parte teorica, che possono essere svolte contemporaneamente (il corso pratico può iniziare prima di aver finito quello teorico). Il corso pratico comprende l'effettuazione di almeno 15 ore di volo distribuite in almeno 45 decolli. Di queste 15 ore, almeno 10 devono essere eseguite con l'istruttore competente, almeno 2 come pilota solista (cioè senza l'istruttore sul seggiolino posteriore dell'aliante scuola). Non ci sono particolari limitazioni per le ulteriori 3 ore di volo mancanti. È inoltre obbligatorio un volo da pilota solista della durata di almeno un'ora o un volo cross-country di 100km con istruttore. 
Dopo aver effettuato il corso teorico, il neo pilota deve superare un esame di teoria a risposta multipla sui fondamenti della meccanica del volo, sulla sicurezza del volo, sulla navigazione aerea, sulle regolamentazioni aeronautiche, sulla medicina, sugli aeromobili e i loro componenti e sulla meteorologia. Successivamente alle prove teoriche, una volta maturata l'attività di volo minima si deve superare la prova pratica di volo con un ispettore esaminatore seduto sul seggiolino posteriore dell'aliante biposto, che può anche fare domande di tipo teorico.
Una volta conseguito il brevetto, esso non ha una scadenza (contrariamente di quanto fosse indicato con la vecchia normativa). Se entro 24 mesi il pilota non ha conseguito almeno: 15 decolli (di cui 2 con istruttore) e 5 ore di volo, dovrà essere sottoposto ad un proficiency check a discrezione dell'istruttore competente.
Per poter trasportare anche i passeggeri (non a pagamento però), è necessario aver maturato un minimo di 10 ore di volo o 30 decolli dopo aver conseguito la licenza di volo e aver effettuato un volo di verifica a carico dell'istruttore. Questa abilitazione segue la durata della licenza. 
Per poter trasportare passeggeri e avere diritto di essere remunerati, bisogna aver totalizzato almeno 75 ore di volo, 200 decolli e essere maggiori di anni 18.
Una volta conseguita la licenza di volo a vela, con brevi corsi pratici si possono conseguire abilitazioni per alianti monoposto, motoalianti, lancio con il verricello, utilizzo di aviosuperfici e gli ultraleggeri.